# Shall We Dance? (film fra 1996)
 For alternative betydninger, se Shall We Dance?. (Se også artikler, som begynder med Shall We Dance?)
Shall We Dance? er en japansk film fra 1996. Den blev instrueret af Masayuki Suo.

## Plot
Filmen begynder med et nærbillede af indskriften over scenen i balsalen i Blackpool Tower: "Bid me discourse, I will enchant thine ear", fra digtet Venus og Adonis af William Shakespeare. Da kameraet panorerer rundt i balsalen, giver det en visning af danserne, og en voice-over forklarer, at i Japan, behandles en balsalsdans med mistænksomhed.
Shohei Sugiyama (Koji Yakusho) er en succesfuld salaryman, med et hus i forstæderne, en hengiven hustru, Masako (Hideko Hara), og en teenage-datter, Chikage (Ayano Nakamura). Han arbejder som revisor for et firma i Tokyo. På trods af disse ydre tegn på succes, begynder Sugiyama at føle, at hans liv har mistet retning og mening og falder ned i depression.
En aften, mens han er på vej hjem med Tokyos undergrundsbane, ser han en smuk kvinde med et melankolsk udtryk, som ser ud fra et vindue i et dansestudie. Dette er Mai Kishikawa (Tamiyo Kusakari), en velkendt figur i den vestlige balsaldans-verden. Sugiyama bliver betaget af hende og beslutter sig for at tage lektioner, for at lære hende bedre at kende.

## Medvirkende
- Koji Yakusho som Shohei Sugiyama
- Hideko Hara som Masako
- Ayano Nakamura som Chikage
- Tamiyo Kusakari som Mai Kishikawa